# Lord Cromwell Plays Suite for Seven Vices
Lord Cromwell Plays Suite for Seven Voices è il secondo album degli Opus Avantra, pubblicato nel 1975.

## L'album
"Con il loro secondo lavoro – scrive Antonello Cresti in Solchi sperimentali (Crac edizioni, 2014) – dedicato ai sette vizi capitali, gli Opus Avantra sembrano un po' distanziarsi dalla proposta sincretica del loro esordio indirizzandosi in maniera meno decisa verso i territori dell'avanguardia. Ne scaturisce un'opera sicuramente affascinante e coraggiosa, ma un po' meno unitaria dove avanguardia e tradizione sembrano viaggiare su binari maggiormente separati".

## Le tracce
1. Flowers on Pride – 5:29
2. Avarice – 5:27
3. Lust – 3:54
4. My Vice – 2:00
5. Ira – 7:53
6. Gluttony – 3:05
7. Envy – 5:45
8. Sloth – 4:32
9. Allemanda – 3:03